# Obrutschew-Gletscher
Der Obrutschew-Gletscher (russisch Ледник Обручева Lednik Obrutschewa) ist ein Gletscher an der Küste des ostantarktischen Königin-Marie-Lands. Er mündet nordöstlich der Robinson Bay und nordwestlich der Obruchev Hills in die Mawsonsee.
Russische Wissenschaftler benannten ihn. Namensgeber ist der russische bzw. sowjetische Geologe Wladimir Afanassjewitsch Obrutschew (1863–1956).